# Six-Guns d'Albuquerque
Pour les articles homonymes, voir Six Guns.
Les Six-Guns d'Albuquerque sont une franchise de hockey sur glace professionnel ayant évolué au sein de la Ligue centrale de hockey au cours de la saison 1973-1974. Basés à Albuquerque au Nouveau-Mexique, l'équipe joue ses rencontres à domicile au Tingley Coliseum.

## Historique
Les Six-Guns d'Albuquerque sont créés en 1973 et débutent cette même année en Ligue centrale de hockey, devenant la première équipe professionnelle de la ville. Affiliés aux Scouts de Kansas City de la Ligue nationale de hockey (LNH) qui doivent faire leurs débuts la saison suivante, les Six-Guns sont composés de joueurs sous contrat avec d'autres clubs de la LNH et dirigés par John Choyce, un associé de Sid Abel, le directeur-général des Scouts. L'équipe termine dernière de la ligue avec un bilan de 16 victoires, 40 défaites et 16 parties nulles. Un des joueurs d'Albuquerque est cependant récompensé, le défenseur Larry O'Connor étant nommé dans la seconde équipe d'étoiles de la saison. À l'issue de cette première saison, les Six-Guns mettent fin à leurs activités.

## Statistiques
| Saison    | PJ | V  | D  | N  | % V  | BP  | BC  | Pts | Classement     | Séries éliminatoires | Entraîneur  |
| --------- | -- | -- | -- | -- | ---- | --- | --- | --- | -------------- | -------------------- | ----------- |
| 1973-1974 | 72 | 16 | 40 | 16 | 33,3 | 188 | 263 | 48  | 6e de la ligue | Non qualifié         | John Choyce |

## Joueurs
31 joueurs portent les couleurs de l'équipe au cours de son unique saison. Parmi eux, seul Larry O'Connor dispute chacune des 72 parties jouées par les Six-Guns. Il est également le joueur le plus pénalisé avec 167 minutes reçues, le huitième total de la ligue au cours de la saison 1973-1974. Ken Davidson finit meilleur buteur du club avec 24 réalisations tandis que Ken Ireland en est le meilleur passeur et pointeur avec 33 aides et 52 points. Cinq gardiens de but font partie de l'effectif, le plus usité étant Ray Reeson.
| Nom             | Pos            | PJ | B  | A  | Pts | Pun |
| --------------- | -------------- | -- | -- | -- | --- | --- |
| Barry Boughner  | Ailier droit   | 62 | 11 | 14 | 25  | 19  |
| Terry Clancy    | Ailier droit   | 19 | 4  | 0  | 4   | 21  |
| Bob Craig       | Défenseur      | 12 | 0  | 2  | 2   | 23  |
| Ken Davidson    | Ailier droit   | 65 | 24 | 25 | 49  | 59  |
| Wayne Elder     | Défenseur      | 52 | 1  | 3  | 4   | 33  |
| Gary Gresdal    | Centre         | 22 | 2  | 9  | 11  | 52  |
| Dave Hainsworth | Gardien de but | 1  | 0  | 0  | 0   | 0   |
| Chris Hayes     | Ailier gauche  | 71 | 20 | 28 | 48  | 118 |
| Clay Hebenton   | Gardien de but | 1  | 0  | 0  | 0   | 0   |
| Ron Homenuke    | Centre         | 14 | 12 | 15 | 27  | 39  |
| Jeff Hunt       | Ailier gauche  | 9  | 1  | 5  | 6   | 2   |
| Ken Ireland     | Centre         | 65 | 19 | 33 | 52  | 56  |
| Alex Kogler     | Ailier gauche  | 62 | 14 | 16 | 30  | 23  |
| Steve Langdon   | Ailier droit   | 67 | 21 | 13 | 34  | 16  |
| Alain LeBrecque |                | 25 | 3  | 3  | 6   | 2   |
| Bob LePage      | Défenseur      | 60 | 10 | 18 | 28  | 50  |
| Rene Levasseur  | Défenseur      | 37 | 2  | 7  | 9   | 20  |
| Pat McCool      | Ailier gauche  | 3  | 0  | 0  | 0   | 0   |
| Brian Molvik    | Défenseur      | 40 | 0  | 5  | 5   | 122 |
| Larry O'Connor  | Défenseur      | 72 | 5  | 16 | 21  | 167 |
| Dwayne Pentland | Défenseur      | 63 | 0  | 19 | 19  | 57  |
| Nick Polano     | Défenseur      | 25 | 1  | 9  | 10  | 52  |
| Paul Raymer     | Centre         | 69 | 14 | 20 | 34  | 57  |
| Ray Reeson      | Gardien de but | 56 | 0  | 1  | 1   | 14  |
| Scott Smith     | Ailier gauche  | 19 | 1  | 2  | 3   | 17  |
| Morris Stefaniw | Centre         | 41 | 7  | 22 | 29  | 24  |
| Jerry Trooien   | Ailier gauche  | 5  | 0  | 0  | 0   | 2   |
| René Villemure  | Ailier droit   | 2  | 0  | 0  | 0   | 2   |
| Bob Vroman      | Gardien de but | 1  | 0  | 0  | 0   | 5   |
| Wayne Wood      | Gardien de but | 14 | 0  | 0  | 0   | 0   |
| Dale Yutsyk     | Ailier gauche  | 56 | 14 | 15 | 29  | 76  |